# Psilidae
Famille
Les Psilidae sont une famille de diptères brachycères. Ces espèces sont de petites mouches de 3 à 6 mm en moyenne, presque nues, c'est-à-dire pratiquement sans soies et à pubescence presque inexistante chez la plupart des espèces. Il en existe environ 200 espèces dans le monde, 75 % présentes dans la région holarctique et 55 espèces dans la région paléarctique. Les adultes ont une coloration rougeâtre ou brunâtre.

## Caractères distinctifs
Adultes
- Tête hémisphérique ou conique en vue latérale.
- Vibrissa absente.
- Nervures médianes plus ou moins divergentes, nervure anale courte.
- Cellule basale grande.
- Pleures sans soies, mais le plus souvent une soie notopleurale.
- Pas de soie préapicale aux tibias.

Larves
- Plus ou moins rétrécie aux deux extrémités.
- Stigmate postérieur avec trois pores et stigmate antérieur avec six digitations.
- Dernier segment abdominal avec une petite protubérance pointue.

## Biologie
Les Psilidae sont surtout communs dans les endroits frais. Ceci explique que cette famille est bien représentée dans les zones tempérées. Les larves sont presque exclusivement phytophages. Elles vivent, soit dans les tiges, soit dans les racines. Certaines peuvent provoquer des galles. Plusieurs espèces sont bien connues en tant que ravageur. En France, une seule espèce est réellement nuisible : la Mouche de la carotte (Psila rosae) qui peut aussi se développer sur d'autres plantes maraîchères comme le céleri ou le persil.

## Liste des genres
Selon BioLib (30 mai 2019) :
- genre Chamaepsila Hendel, 1917
- genre Chyliza Fallen, 1820
- genre Loxocera Meigen, 1803
- genre Oxypsila Frey, 1925
- genre Psila Meigen, 1803
- genre Psilosoma Zetterstedt, 1860

## Liste des sous-familles
Selon ITIS (30 mai 2019) :
- sous-famille Chylizinae
- sous-famille Psilinae